# Val McDermid
Val McDermid (ur. 4 czerwca 1955) – szkocka pisarka, specjalizująca się w pisaniu powieści kryminalnych. Przedstawicielka nurtu tartan noir.

## Życiorys
McDermid pochodzi z miejscowości Kirkcaldy w Szkocji.
Po zakończeniu nauki pracowała jako dziennikarka, odnotowała także pewne sukcesy jako dramaturg. Zadebiutowała w 1987 r. powieścią Report for Murder: The First Lindsay Gordon Mystery, która stała się dużym sukcesem czytelniczym.
McDermid jest lesbijką. Wraz ze swą byłą partnerką opiekują się synem Cameronem (poczętym w wyniku sztucznego zapłodnienia) Mieszka w Manchesterze oraz w Northumberland.

## Twórczość
Powieści autorstwa McDermid podzielić można na trzy serie, w których głównymi bohaterami są kolejno: dziennikarka, lesbijka Lindsay Gordon, prywatny detektyw Kate Brannigan, oraz psycholog Tony Hill i detektyw Carol Jordan. Największym uznaniem wśród krytyków cieszą się te ostatnie.
Powieści, w których występują Tony Hill i Carol Jordan stały się kanwą serialu telewizyjnego, zatytułowanego Wire in the Blood. McDermid pisuje także do brytyjskich czasopism oraz audycji radiowych BBC.
Na język polski zostało przełożonych dotychczas siedem powieści McDermid. Wszystkie z serii, w której pojawiają się Tony Hill oraz Carol Jordan. Dwie pierwsze powieści ukazały się nakładem wydawnictwa Pol-Nordica. Zostały one wznowione przez wydawnictwo Prószyński i S-ka, które wydało również, po raz pierwszy w Polsce, książkę Gorączka kości.
Seria powieści z Lindsay Gordon
- 1987 - Report for Murder
- 1989 - Common Murder
- 1991 - Deadline for Murder
- 1993 - Union Jack
- 1996 - Booked for Murder
- 2003 - Hostage to Murder

Seria powieści z Kate Brannigan
- 1992 - Dead Beat
- 1993 - Kick Back
- 1994 - Crack Down
- 1995 - Clean Break
- 1996 - Blue Genes
- 1998 - Star Struck

Seria powieści z Tonym Hillem i Carol Jordan
- 1995 - The Mermaids Singing (wyd. pol. pt. Syreni śpiew, przekł. Magdalena Jędrzejak, Otwock 2005, II wyd. Warszawa 2011)
- 1997 - The Wire in the Blood (wyd. pol. pt. Krwawa blizna, przekł. Magdalena Jędrzejak, Otwock 2005, II wyd. Warszawa 2011)
- 2002 - The Last Temptation (wyd. pol. pt. Ostatnie kuszenie, przekł. Maciejka Mazan, Warszawa 2012)
- 2004 - The Torment of Others (wyd. pol. pt. Żądza krwi, przekł. Tomasz Wilusz, Warszawa 2012)
- 2007 - Beneath the Bleeding (wyd. pol. pt. Trujący ogród, przekł. Katarzyna Kasterka, Warszawa 2013)
- 2009 - The Fever of the Bone (wyd. pol. pt. Gorączka kości, przekł. Kamil Lesiew, Warszawa 2010)
- 2011 - The Retribution (wyd. pol. pt. Odpłata, przekł. Jan Hensel, Warszawa 2013)

Inne powieści
- 1999 - A Place of Execution (wyd. pol. pt. Miejsce egzekucji, przekł. Aleksandra Szymił, Słupsk 2018)
- 2000 - Killing the Shadows
- 2003 - The Distant Echo
- 2005 - Stranded: a collection of short fiction
- 2005 - The Grave Tattoo
- 2008 - A Darker Domain
- 2010 - Trick of the Dark

## Nagrody
Twórczość McDermid została dostrzeżona przez specjalistyczną krytykę. Jest laureatką następujących nagród literackich:
- 1995 Złoty Sztylet za powieść Syreni śpiew (ang.: The Mermaids Singing)
- 1998 Prix du Roman d'Aventures za powieść Star Struck
- 2000 Barry Award – za powieść A Place of Execution
- 2001 Dilys Award – za powieść A Place of Execution
- 2001 Anthony Award – za powieść A Place of Execution
- 2001 Macavity Award – za powieść A Place of Execution
- 2004 Barry Award – za powieść The Distant Echo